# راب اتکینسون
راب اتکینسون (انگلیسی: Rob Atkinson؛ زادهٔ ۲۹ آوریل ۱۹۸۷) بازیکن فوتبال اهل بریتانیا است.
از باشگاه‌هایی که در آن بازی کرده‌است می‌توان به باشگاه فوتبال بارنزلی، باشگاه فوتبال روچدیل، باشگاه فوتبال گریمزبی تاون، باشگاه فوتبال فلیتوود، باشگاه فوتبال آکرینگتون استنلی، و باشگاه فوتبال گایزلی اشاره کرد.
وی همچنین در تیم ملی فوتبال England C بازی کرده‌است.